# Josh (cantante)
Josh, pseudonimo di Johannes Sumpich (Vienna, 22 giugno 1986), è un cantante austriaco.

## Biografia
Nato nella capitale austriaca, Josh ha frequentato il liceo Anton-Krieger-Gasse dell'eponima città. Il suo singolo Cordula Grün è divenuto dei tormentoni estivi dell'estate 2019 in Austria, ricevendo il doppio platino dalla IFPI Austria per le oltre 60 000 unità totalizzate e piazzandosi nella top five della Ö3 Austria Top 40. Il brano, vincitore di un Amadeus Austrian Music Award, ha trovato successo anche in Germania, poiché è stato certificato oro dalla Bundesverband Musikindustrie con oltre 200 000 unità raccolte e ha raggiunto la top forty nazionale. Il pezzo è contenuto nel suo primo album in studio Von Mädchen und Farben, che si è fermato al 5º posto della graduatoria austriaca e al 60º di quella tedesca.
Nel 2020 ha partecipato al Free European Song Contest, presentato su ProSieben, rappresentando la propria nazione con il singolo Wo bist du. Quest'ultimo è incluso nel secondo disco Teilzeitromantik, che ha conseguito la 2ª posizione nella Ö3 Austria Top 40. L'album è stato trainato anche dall'estratto Expresso & Tschianti, certificato platino in Austria, e ha garantito tre Amadeus Austrian Music Award all'artista in occasione della gala tenutasi il 29 aprile 2022.

## Discografia

### Album in studio
- 2019 – Von Mädchen und Farben
- 2021 – Teilzeitromantik
- 2023 – Reparatur

### Album dal vivo
- 2025 – Es ist alles in Ordnung: Live aus der Wiener Stadthalle

### Singoli
- 2017 – Wenn du jeden
- 2018 – Cordula Grün
- 2019 – Sowieso
- 2019 – Vielleicht
- 2019 – Weil ich's nicht weiß (con Ina Regen)
- 2019 – Kerzen, Karpfen und du
- 2020 – Wo bist du
- 2021 – Ring in der Hand
- 2021 – Expresso & Tschianti
- 2022 – Von dir ein Tattoo
- 2023 – Martina
- 2023 – Nur nicht von Dir
- 2023 – Ich gehör repariert
- 2024 – Tickets für Oasis